# Mãe Água
 Mãe Água é um de conto de fadas chinês, coletadas por Wolfram Eberhard em Contos da China. Não existe numa altura inicial da escrita chinesa, apesar do culto à Mãe de Água, existir desde a dinastia Song.

## Sinopse
Uma mulher vivia com a sua sogra e com a sua filha; apesar de ser obediente, a sogra odiava-a. Um dia, a sogra decretou que deixariam de comprar água, e que seria a nora a carregá-la desde o poço. Apesar do trabalho ser demasiado difícil para ela, foi espancada quando falhou. Um dia, a mulher pensou em afogar-se no poço. Uma velha disse-lhe para não o fazer, e deu-lhe um pau com o qual deveria atingir o balde. Não deveria contar nada a ninguém, nem bater com o pau duas vezes.
Durante algum tempo, foi feliz, mas a sogra espiava-a, tendo roubado o pau, e batido com ele duas vezes. Isto causou uma cheia que inundou várias casas e matou a nora. O balde tornara-se uma fonte. Mais tarde, um templo foi criado em honra da nora, e chamaram-lhe Mãe Água.